# Uni5
Uni5 là một nhóm nhạc của Việt Nam có 6 thành viên được thành lập và quản lý bởi công ty 6th Sense Entertainment.

## Tên gọi
Uni5 là một hình thức chơi chữ từ unify (thống nhất, nhằm chỉ sự đoàn kết giữa các thành viên) và 5 đặc trưng giúp nhận dạng nhóm nhạc này. 5 đặc trưng bao gồm:
- Nam tính/Manly
- Hấp dẫn/Attractive
- Độc đáo/Unique
- Nhiệt huyết/Passion
- Chuyên nghiệp/Professional

## Lịch sử

### Trước khi ra mắt
- Toki (tên thật Vũ Đức Thành): Được biết đến với biệt danh Thành Thỏ, là một nhân vật nổi tiếng trên mạng xã hội trước khi vào nhóm. Có sở trường đọc rap, sáng tác và hát.
- K.O (tên thật Nguyễn Thái Sơn): Trước khi ra mắt với tư cách là thành viên Uni5, anh từng được chuẩn bị ra mắt với thành viên của một nhóm nhạc khác nhưng đến cuối cùng nhóm không được debut. Ngoài ca hát, K.O còn có khả năng chơi guitar, piano, và có khả năng sáng tác tốt.
- Tùng Maru (tên thật Hồ Lê Thanh Tùng): Được biết đến như một vũ công của St.319. Có khả năng nhảy và sáng tác bài hát. Trước đó, anh cũng từng là thành viên của một nhóm nhảy, cùng với Hikari (SGO48). Trước khi ra mắt với nhóm, anh từng xuất hiện trong MV Xóa Đi Qua Khứ của Như Hexi.
- Toof.P (tên thật Nguyễn Lâm Hoàng Phúc): Từng tham gia Giọng hát Việt năm 2013 và dừng chân tại Top 20 của Team HLV Quốc Trung. Năm 2016 anh tham gia Bài hát hay nhất[2].
- Cody (tên thật Võ Đình Nam): Là một vũ công hiphop, poping có một thời gian dài đã tham gia vào nhiều nhóm nhảy[3]. Thời trung học, anh tham gia vào nhóm nhảy Beatronic. Có khả năng nhảy hip hop, chơi ghita và beatbox.
- Lục Huy (tên thật Lục Quang Huy): Cũng từng là một vũ công của St.319 và Stay Crew. Trước đây anh đã tham gia chương trình Ngôi sao Việt 2014, đoạt giải Á quân của cuộc thi Khởi Đầu Ước Mơ 2016 và giữ vai trò main vocal trong Uni5.

Sau nhiều buổi tuyển chọn tài năng 6th Sense Entertainment đã chọn ra 6 thành viên phù hợp nhất để cho ra mắt trong đội hình Uni5.

### 2016: Tên fan club và ra mắt chính thức
- Cuối tháng 8/2016, Ông Cao Thắng và Đông Nhi bất ngờ cùng nhau hé lộ logo trắng đen của nhóm nhạc nam mới Uni5 mà cả hai đỡ đầu, kèm theo đó là hình ảnh đầu tiên của 2 thành viên Toki và K.O khiến các fan không khỏi sốt sắng[4].
- Ngày 3/9/2016, Uni5 công bố tên fan club của họ - UNI mang ý nghĩa là You(U) And(N) I(Bạn và tôi).
- Ngày 4/9/2016, Sau những thông tin "nhỏ giọt" khiến cộng đồng mạng chờ đợi, cuối cùng MV đầu tay mang tên C'mon của Uni5 - nhóm nhạc nam 2 thành viên(K.O và Toki) của Đông Nhi và Ông Cao Thắng đã chính thức ra mắt vào ngày 4/9. Ngay khi ra mắt chính thức, MV C'mon lập tức trở thành chủ đề bàn tán sôi nổi của cư dân mạng. Rất nhiều ý kiến ủng hộ sản phẩm đầu tay của Uni5 bởi không chỉ sở hữu ngoại hình ấn tượng, C'mon còn là một bản Hip Hop cực "đã tai", cùng với MV quá chất về mọi mặt. Nhiều người cho rằng với sản phẩm đầu tay ấn tượng như thế này, hoàn toàn có thể tin vào sự thành công của Uni5 trong thời gian ngắn tới. Bên cạnh đó, vẫn có những ý kiến cho rằng Uni5 bị ảnh hưởng từ Kpop. Ca khúc được sáng tác bởi nhạc sĩ Huỳnh Hiền Năng và K.O, Toki.
- Ngày 3/10, Uni5 chính thức tung ra MV Xin Hãy Rời Xa trên mạng xã hội. Chưa đầy 12 tiếng ra mắt, MV mới của tân binh Uni5 đã thu hơn 80.000 lượt xem trên kênh Youtube chính thức. Ca khúc được sáng tác bởi nhạc sĩ Huỳnh Hiền Năng và K.O, Toki.

### 2017: Bổ sung thành viên
- Ngày 10/1, Uni5 tiếp tục cho ra mắt phim ngắn ca nhạc mang tên Khóc Bằng Nụ cười.
- Tại sân khấu nhà hát Thành phố Hồ Chí Minh ngày 20/1, nhóm đã được công bố là chiến thắng Giải Mai Vàng 2016 về hạng mục nhóm nhạc được yêu thích nhất.
- Cuối tháng 10 đầu tháng 11, sau hơn 1 năm hoạt động với đội hình 2 thành viên, trên trang fanpage của Uni5 bất ngờ hé lộ lần lượt hình ảnh của 4 thành viên Tùng Maru, Toof.P, Cody, Lục Huy để hoàn thành đội hình 6 thành viên[5].
- Ngày 24/11, Uni5 với đội hình mới 6 thành viên đã chính thức cho ra mắt MV Kẻ Cắp Trái Tim. Ca khúc được sáng tác bởi nhạc sĩ Huỳnh Hiền Năng và Cody, K.O, Lục Huy, Toki, Tùng Maru, Toof.P.
- 24/12, Uni5 tung MV Chúc Em Ngủ Ngon - một món quà mà nhóm dành tặng fan "Uni"nhóm nhân dịp giáng sinh. Ca khúc được sáng tác bởi nhạc sĩ Huỳnh Hiền Năng và Cody, K.O, Lục Huy, Toki, Tùng Maru, Toof.P.

### 2018: Trở lại với những ca khúc mới
- Ngày 1/2, Uni5 lại trình làng người hâm mộ ca khúc Tết Đến Thật Rồi.
- Ngày 21/4, nhóm ra mắt MV Vì Em Là Oxy.
- Ngày 21/8, nhóm ra mắt MV Sai do chính thành viên Tùng Maru sáng tác. Ca khúc đã nhanh chóng đạt được 1 triệu lượt xem ngay trong 24h đầu tiên ra mắt.

### 2019: Toki rời nhóm
- Tại sân khấu nhà hát Quân đội ngày 3/1, nhóm đã được công bố là chiến thắng Keeng Young Awards 2018 về hạng mục nhóm nhạc được yêu thích nhất.
- Ngày 10/1, nhóm đã được công bố là chiến thắng Zing Music Awards 2018 về hạng mục sự kết hợp được yêu thích.
- Vào ngày 4/3, thành viên Toki Thành Thỏ đã chính thức thông báo dừng mọi hoạt động với tư cách là một thành viên của Uni5 sau một thời gian dài đóng băng hoạt động cùng nhóm, tuy nhiên anh vẫn là nghệ sĩ trực thuộc công ty 6th Sense Entertainment và Uni5 tiếp tục hoạt động với 5 thành viên còn lại.
- Vào 19h ngày 7/3, Uni5 cho ra mắt bài hát Mẹ Ơi do Tùng Maru sáng tác và nhanh chóng lọt top cao trên BXH Zingchart.
- Ngày 24/6, Uni5 ra mắt bài hát Hãy Khóc Trên Vai Anh.

### 2020: Vlive Year End Party 2019, và sự trở lại
- Vào ngày 17/1, Uni5 cùng với UNI đã được công bố là chiến thắng về hạng mục Favourite Group Of The Year.
- Vào ngày 30/3, Uni5 kết hợp với Ninh Dương Lan Ngọc, Liên Bỉnh Phát, Jun Phạm, Đức Phúc, Han Sara, Trọng Hiếu, Trung Quân Idol, LipB, Hồ Quang Hiếu, Tạ Quang Thắng, Đinh Mạnh Ninh ra mắt MV Việt Nam Sẽ Chiến Thắng.
- Vào ngày 15/9, Uni5 ra mắt MV mới mang tên Nói Dối Cả Thế giới Vì Em do thành viên Lục Huy sáng tác.

### 2021: Vlive Year End Party 2020
- Vào ngày 16/1, Uni5 cùng với Uni đã được công bố là chiến thắng về hạng mục V Fanship Comunity.
- Vào ngày 23/5, Uni5 tham gia chương trình The Heroes - Thần tượng đối thần tượng để khẳng định vị trí bản thân. Tại chương trình, nhóm kết hợp cùng producer Nemo (Unimotion) và được dẫn dắt bởi Master Nguyễn Hải Phong. Chung cuộc, nhóm thắng 4 trận liên tiếp từ vòng 4 đến Chung kết 2 để giành vị trí Á quân.

### 2022: Lục Huy rời nhóm
Vào ngày 27 tháng 12, Lục Huy thông báo rằng anh ấy sẽ rời Uni5.

### 2023: Toof.P rời nhóm
Vào ngày 7 tháng 8, K.O và Cody ra mắt đĩa đơn Nó Không Muốn.
Vào 16 tháng 8, Toof.P bất ngờ thông báo rời nhóm.

### 2024: Cody thông báo rời Uni5
Vào ngày 7 tháng 8, Cody chính thức kết thúc hợp đồng với công ty và chính thức rời nhóm.

## Thành viên
| Nghệ danh           | Tên khai sinh         | Ngày sinh         | Vị trí                             | Tên fan club |
| Thành viên hiện tại |                       |                   |                                    |              |
| K.O                 | Nguyễn Thái Sơn       | 10 tháng 9, 1995  | Lead Vocal, Lead Rapper            | Muối         |
| Tùng Maru           | Hồ Lê Thanh Tùng      | 21 tháng 12, 1999 | Main Rapper, Main Dancer, Maknae   | Hunter       |
| Thành viên cũ       |                       |                   |                                    |              |
| TOKI                | Vũ Đức Thành          | 20 tháng 11, 1993 | Leader, Main Rapper, Visual        | Carrot       |
| Lục Huy             | Lục Quang Huy         | 21 tháng 6, 1997  | Main Vocal, Lead Dancer            | Greenie      |
| PHÚC                | Nguyễn Lâm Hoàng Phúc | 14 tháng 10, 1993 | Main Vocal                         | Tofu         |
| Cody                | Võ Đình Nam           | 13 tháng 12, 1996 | Lead Rapper, Vocalist, Lead Dancer | Treasure     |

## Video âm nhạc

### Video âm nhạc
| Năm  | Video                                    | Thành viên                                  | Đạo diễn                                 | Ngày phát hành | Sáng tác                                                               | Ghi chú |
| 2016 | C'mon                                    | K.O, Toki                                   | Phan Lên (6th Sense Production House)    | 4/9/2016       | Nhạc sĩ Huỳnh Hiền Năng và K.O, Toki                                   | MV debut |
| 2016 | Xin Hãy Rời Xa                           | K.O, Toki                                   | Tino Nguyễn (Tino Pro)                   | 3/10/2016      | Nhạc sĩ Đỗ Hiếu và K.O, Toki                                           | |
| 2017 | Kẻ Cắp Trái Tim                          | Cody, K.O, Lục Huy, Toki, Tùng Maru, Toof.P | Khương Vũ (Chaidao Pro)                  | 24/11/2017     | Nhạc sĩ Đỗ Hiếu và Cody, K.O, Lục Huy, Toki, Tùng Maru, Toof.P         | MV đầu tiên với sự thay đổi đội hình lần đầu |
| 2017 | Chúc Em Ngủ Ngon                         | Cody, K.O, Lục Huy, Toki, Tùng Maru, Toof.P | Boxamxit                                 | 24/12/2017     | Nhạc sĩ Huỳnh Hiền Năng và Cody, K.O, Lục Huy, Toki, Tùng Maru, Toof.P | Kết hợp với Annie(LipB) |
| 2018 | Tết Đến Thật Rồi                         | Cody, K.O, Lục Huy, Toki, Tùng Maru, Toof.P | Boxamxit                                 | 1/2/2018       | Nhạc sĩ Huỳnh Hiền Năng và Cody, K.O, Lục Huy, Toki, Tùng Maru, Toof.P | |
| 2018 | Vì Em Là Oxy                             | Cody, K.O, Lục Huy, Toki, Tùng Maru, Toof.P | Lâm Nguyễn (MADWAY PRODUCTION)           | 21/4/2018      | Nhạc sĩ Huỳnh Hiền Năng                                                | |
| 2018 | Sai (Wrong)                              | Cody, K.O, Lục Huy, Toki, Tùng Maru, Toof.P | Đinh Hà Uyên Thư (Blue Production)       | 21/8/2018      | Tùng Maru                                                              | |
| 2018 | Phá Đảo Thế Giới Ảo (Break The Internet) | Cody, K.O, Lục Huy, Toki, Tùng Maru, Toof.P | Boxamxit                                 | 22/11/2018     | Nhạc sĩ Đỗ Hiếu                                                        | Kết hợp với Han Sara, nhạc phim "Phá Đảo Thế Giới Ảo" |
| 2019 | Mẹ Ơi                                    | Cody, Lục Huy, Tùng Maru, Toof.P, K.O       | Tôn Ngộ Độc (6th Sense Production House) | 7/3/2019       | Tùng Maru                                                              | MV đầu tiên với sự thay đổi đội hình lần 2 |
| 2019 | Hãy Khóc Trên Vai Anh                    | Cody, Lục Huy, Tùng Maru, Toof.P, K.O       | Đinh Hà Uyên Thư                         | 24/6/2019      | Tùng Maru                                                              | |
| 2020 | Việt Nam Chiến Thắng                     | Cody, Lục Huy, Tùng Maru, Toof.P, K.O       | Đinh Hà Uyên Thư                         | 15/1/2020      | Lục Huy                                                                | |
| 2020 | Việt Nam Sẽ Chiến Thắng                  | Cody, Lục Huy, Tùng Maru, Toof.P, K.O       | Đinh Hà Uyên Thư                         | 30/3/2020      | Nhạc sĩ Nguyễn Hải Phong                                               | Kết hợp với Ninh Dương Lan Ngọc, Liên Bỉnh Phát, Jun Phạm, Đức Phúc, Han Sara, Trọng Hiếu, Trung Quân Idol, LipB, Hồ Quang Hiếu, Tạ Quang Thắng, Đinh Mạnh Ninh |
| 2020 | Nói Dối Cả Thế giới Vì Em                | Cody, Lục Huy, Tùng Maru, Toof.P, K.O       | Đinh Hà Uyên Thư                         | 15/9/2020      | Lục Huy                                                                | |

### Video âm nhạc đã xuất hiện
|      | Video                  | Nghệ sĩ                      | Thành viên | Ngày phát hành | Ghi chú                                                                                              |
| 2016 | Vui Đi Em              | SOOBIN                       | Lục Huy    | 8/1/2016       | |
| 2016 | Em Ơi                  | Lynk Lee                     | Lục Huy    | 11/2/2016      | |
| 2016 | Xóa Đi Quá Khứ         | Như Hexi                     | Tùng Maru  | 30/11/2016     | |
| 2017 | Nóng Xệ Mood           | SOOBIN, Big Daddy, Hạnh Sino | TOKI, K.O  | 5/5/2017       | |
| 2017 | Anh Ơi Anh À           | LipB                         | Toof.P     | 19/7/2017      | MV cuối cùng với đội hình cũ của LipB                                                                |
| 2017 | Tớ Thích Cậu           | Han Sara                     | Tùng Maru  | 15/8/2017      | MV debut của Han Sara                                                                                |
| 2018 | Tìm Nhau Trong Vô Vọng | Quỳnh Trang                  | K.O        | 31/12/2018     | Cô Gái Đến Từ Bên Kia OST                                                                            |
| 2019 | Đớp Thính Chưa Nà      | LipB                         | K.O        | 14/11/2019     | MV đầu tiên với đội hình mới của LipB, sáng tác bởi Lục Huy, sản xuất bởi nhạc sĩ Đỗ Hiếu và Lục Huy |
| 2020 | Yêu Nhầm Bạn Thân      | Đỗ Hoàng Dương               | Cody       | 16/3/2020      | |
| 2020 | Thôi Miên              | Cara                         | Toof.P     | 17/3/2020      | |
| 2020 | Hiếm Có Khó Tìm        | Jsol ft. Han Sara            | Cody       | 15/7/2020      | |
| 2020 | Đã Xem Đấy Là Yêu      | Han Sara                     | Tùng Maru  | 30/09/2020     | OST Đừng Làm Bạn Nữa, sáng tác bởi Tùng Maru                                                         |
| 2020 | RIVER                  | SGO48                        | Toof.P     | 20/12/2020     | |

## Phim đã tham gia
| Năm         | Tên                      | Thể loại         | Vai        | Thành viên                | Chú thích             |
| 2016        | Khóc Bằng Nụ cười        | Phim ngắn        | Chính mình | Toki (thành viên cũ), K.O | Vai chính             |
| 2017 - 2018 | Thần tượng tuổi 300      | Phim sitcom      | Anh Tú     | Toki (thành viên cũ)      | Vai chính             |
| 2017 - 2018 | Thần tượng tuổi 300      | Phim sitcom      | Tâm Đức    | K.O                       | Vai thứ chính         |
| 2017 - 2018 | Thần tượng tuổi 300      | Phim sitcom      | Trần Phong | Tùng Maru                 | Vai thứ chính         |
| 2017 - 2018 | Thần tượng tuổi 300      | Phim sitcom      | Bảo Phát   | Toof.P( Thành viên cũ)    | Vai thứ chính         |
| 2018        | Thạch Thảo               | Phim điện ảnh    | Thạch      | Tùng Maru                 | Vai chính             |
| 2018        | Cô gái đến từ bên kia    | Phim Học Đường   | Đặng Quân  | K.O                       | Vai chính             |
| 2019        | Siêu quậy có bầu         | Phim điện ảnh    | Bê         | Tùng Maru                 | Vai chính             |
| 2019        | Thư viện kí ức           | Phim ngắn        |            | Cody(thành viên cũ)       | Vai chính (tập 1,2,7) |
| 2019        | Tuổi trẻ bá đạo          | Phim ngắn        | Minh       | Toof.P(thành viên cũ)     | Vai thứ chính         |
| 2020        | Đừng làm bạn nữa         | Phim Học Đường   | Phan Tùng  | Tùng Maru                 | Vai chính             |
| 2021        | Em là chàng trai của anh | Phim đam mỹ      | Nhật Nam   | Cody(thành viên cũ)       | Vai chính             |
| 2021        | Em là chàng trai của anh | Phim đam mỹ      | Phan Tùng  | Tùng Maru                 | Khách mời (Tập Cuối)  |
| 2021        | Em là chàng trai của anh | Phim đam mỹ      | Huy        | Lục Huy(thành viên cũ)    | Khách mời (Tập 5)     |
| 2021        | Cây táo nở hoa           | Phim truyền hình | Quốc Anh   | Toof.P(thành viên cũ)     | Khách mời             |
| 2023        | Bay Lên Gia Điệu Sống    | Phim Truyền Hình | Nhật       | Tùng Maru                 | Vai chính             |
| 2023        | Bay Lên Gia Điệu Sống    | Phim Truyền Hình | Kiên       | Cody(thành viên cũ)       | Vai chính             |
| 2023        | Liên & Đạt               | Web drama        | Đạt        | Cody(thành viên cũ)       | Vai chính             |

## Giải thưởng và đề cử
| Năm  | Giải thưởng          | Hạng mục                                       | Đề cử                            | Kết Quả   |
| 2016 | Zing Music Awards    | Nghệ sĩ mới của năm                            | Uni5                             | Đề cử     |
| 2016 | Mai Vàng             | Nhóm hát được yêu thích nhất                   | Uni5                             | Đoạt giải |
| 2017 | Mai Vàng             | Nhóm hát được yêu thích nhất                   | Uni5                             | Đề cử     |
| 2017 | Zing Music Awards    | Song ca/Nhóm nhạc được yêu thích               | Uni5                             | Đề cử     |
| 2017 | Keeng Young Awards   | Nhóm nhạc được yêu thích nhất                  | Uni5                             | Đề cử     |
| 2018 | Keeng Young Awards   | Nhóm nhạc được yêu thích nhất                  | Uni5                             | Đoạt giải |
| 2018 | Zing Music Awards    | Sự kết hợp được yêu thích                      | Uni5                             | Đoạt giải |
| 2019 | Vlive Year End Party | Favourite Group Of The Year                    | Uni5                             | Đoạt giải |
| 2019 | Vlive Year End Party | V Fanship Community                            | Uni5 & Uni                       | Đề cử     |
| 2020 | Vlive Year End Party | V Fanship Community                            | Uni5 & Uni                       | Đoạt giải |
| 2021 | MTV Fan Choice       | Nghệ sĩ được yêu thích nhất / Bài hát hay nhất | Uni5 / Nói Dối Cả Thế Giới Vì Em | Đề cử     |